# A Magyar Királyság a 18. században
A 18. századi abszolutizmus kora a Rákóczi-szabadságharc végétől a 18. század végéig tartó hosszú időszak volt a Habsburg-ház által újraegyesített történelmi Magyar Királyságban. Ebben a korban jelent meg németesítési szándék, aminek következtében a Habsburg Birodalom hivatalos nyelve a német lett. Erdélyt nem egyesítették Magyarországgal, hanem külön kormányozták, és a közigazgatási átszervezés során felszámolták a vármegyéit, valamint a székely és szász székeket és kerületeket. Sőt, évtizedeken keresztül össze sem hívták az országgyűlést, sem Magyarországon, sem Erdélyben.

## III. Károly kora

### III. Károly politikája
1716-ban meghalt egyetlen fia, így veszélybe került az örökösödés. Végül törvényt hozott a Habsburgok nőági örökösödésének biztosítására, ez volt a híres Pragmatica sanctio.
1718 után, miután a Temesköz is felszabadult a török uralom alól, nem csatolták vissza Magyarországhoz, hanem Temesi bánság (vagy Bánát) néven külön tartománnyá szervezték, az Udvari Haditanács és az Udvari Kamara kettős alárendeltségében (1778-ig).
1731-ben kiadta a szintén nevezetes Carolina resolutiót, amelyben a protestánsok vallásgyakorlatát szabályozta.

## Felvilágosult abszolutizmus
A birodalomban főleg Mária Terézia és fia, II. József uralkodott a felvilágosult abszolutizmus szellemében.
A két felvilágosult abszolutista uralkodó rájött a parasztréteg fontosságára, mivel ők fizették a legtöbb adót is. Ezért korlátozták a rendi kiváltságokat, a nemességet is adófizetésre kötelezték, illetve társadalmi, közegészségügyi, oktatási újításokat vezettek be. Politikájuk lehetővé tette, hogy a nem nemesek is hivatalnokok legyenek. Ennek következtében kialakult egy olyan hivatalnokréteg, amely a reformok, újítások híve volt.

### Mária Terézia kora

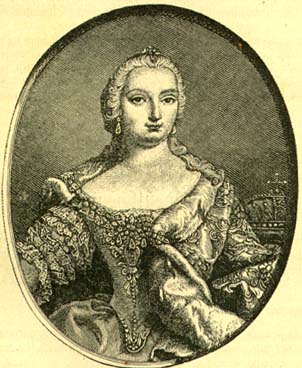
Mária Terézia

III. Károly után 1740-ben a lánya, Mária Terézia főhercegnő lépett trónra, amit az 1723-as Pragmatica sanctio törvény tett lehetővé. Ezt Poroszország nem ismerte el, és háborút indított az osztrák örökségért. A háború során Ausztria elveszítette Sziléziát, és a további porosz sikerek a Habsburg Birodalom felbomlásával, széthullásával fenyegettek. 1741. szeptember 11-én, két évvel egy vesztes török háború, és tizenkét éves törvényhozási kényszerszünet után Mária Terézia a Pozsonyban összegyűlt magyar országgyűléshez fordult, hogy segítsenek neki fegyverrel megmenteni a koronáját. A magyar nemesek „Életünket és vérünket!” felkiáltással álltak ki a királynő mellett, aki cserébe érvénytelenítette III. Károly néhány magyarellenes intézkedését. Az osztrák örökösödési háború alatt (1741–1748) ezután 11 magyar huszárezred harcolt a Habsburg-trónért Európa hadszínterein.
Szilézia visszaszerzését a poroszoktól a hétéves háborúban (1756 -1763) sikertelenül kísérelte meg. 1757. június 18-án a Nádasdy Ferenc vezette magyar lovasságnak döntő szerepe volt abban, hogy a Prága melletti Kolínnál sikerült megállítani a Mária Terézia ellen támadó porosz hadsereget. A háborúban (1756-63) gróf Hadik András altábornagy egy huszáros rajtaütéssel, valamivel több mint 5000 katona élén, 1757. október 16-án elfoglalta és megsarcolta Berlint, az ellenség fővárosát, amelyet kb. 5500 porosz katona védett (A magyar sereg 200 000 tallért kapott hadisarcban, azonfelül 15 000 tallért fizettek a győztes katonáknak.)

### Mária Terézia magyarországi politikája
A királynő 1754-ben bevezette a kettős vámrendszert, ami erősen visszavetette a magyar ipar fejlődését. Miután a jobbágykérdés rendezését a magyar rendi országgyűlés elutasította, Mária Terézia e kérdést rendeleti úton szabályozta. 1767-ben kiadta jobbágyrendeletét (Urbárium). Szívügye volt az oktatás. 1773-ban feloszlatta a jezsuita rendet, a Nagyszombati Egyetemet áthelyezte Budára. Kiadta az iskolarendszert gyökeresen átalakító Ratio Educationist. (A nevelés rendje). Egységes világi iskolarendszer jött létre.

### II. József kora
Mindent a népért, semmit a nép által.

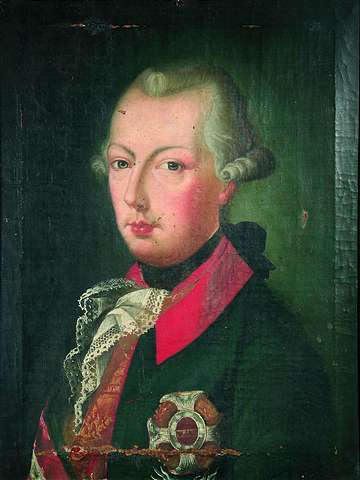
II. József

Mária Teréziát a trónon legidősebb fia, II. József, a „kalapos király” követte 1780-ban. 1781-ben adta ki az úgynevezett türelmi rendeletet.
II. József nem koronáztatta meg magát, emiatt nevezte el Ányos Pál „kalapos királynak”, amely ragadványnév igen elterjedtté vált. A kalapos király mentesült minden kötöttségtől, amik elődei és a rendek egyezségeiből származtak: nem kellett garantálnia a rendi szervezetek, jogok megmaradását. Édesanyjához hasonlóan rendeletekkel kormányzott, országgyűlést egyszer sem hívott össze. Ebben a korban jelent meg az erőltetett germanizálás, ugyanis a Habsburg Birodalom hivatalos nyelve a német lett (1784). „Hivatalra ezután sem a kormányszékeknél, sem a vármegyéknél, sem az egyházi rendbe senki nem juthat, aki németül nem tud... Az országgyűlés nyelve is német leszen, s azért követül oda nem küldhető, aki németül nem tud...latin iskolába csak azokat szabad felvenni, kik németül irnak s olvasni tudnak...” A hivatalos nyelvnek a németet tette meg. Ez óriási felháborodást váltott ki a magyar nemesség körében. József azonban elszánta magát akarata keresztülvitelére: a reformsorozat nyitányaként a Szent Koronát átszállíttatta Bécsbe. Ezután támadást indított a vármegyerendszer ellen, amely a rendelkezések végrehajtásáért felelt, épp ezért minden uralkodói törekvést megcsáklyázhatott.
Röviddel halála előtt (1790 januárjában) látva a reformok elleni ellenszegülést, visszavonta rendeleteit, kivéve a türelmi rendeletet és az örökös jobbágyság rendeletét. A „kalapos király” halálát a magyar rendek egy része nagy megkönnyebbüléssel fogadta, mivel számos modernizációs és központosító rendelete sértette politikai érdekeiket.

## Betelepítések, etnikai változások

### III. Károly betelepítési politikája
1709–1711 között nagyszámú telepes érkezett Budára, Pestre és Óbudára valamint a környékbeli falvakba. A telepesek 54-60%-a német és osztrák tartományokból származott. A betelepítések a Rákóczi-szabadságharc alatt némileg visszaestek.
1712-ben a szatmári béke aláírója, Károlyi Sándor gróf megkezdte betelepítési akcióját Felső-Svábföldről (Bódeni-tó és Duna közötti terület) Szatmár megyébe: 31 faluban 2072 család 10 000-11 000 fővel telepedett le. Volt közöttük svájci, frank és bádeni is..
Az újonnan kialakított Temesi bánság (Bánát) első katonai kormányzója Mercy gróf volt, aki  1719-ben megkezdte a „Mercy-terv” megvalósítását: a Bánság betelepítését német telepesekkel az Udvari Kamara szervezésében. Az első tömeges betelepítési hullámra 1722-ig került sor: új falvakat létesítettek állami pénzekből, a mérnöki tervezés állami előírások szerint folyt. Egy parasztgazdaság a következőkből állt: 24 kataszteri hold szántó, 6 kh. rét, 3 kh. legelő, 1 kh. háztelek kerttel, mindehhez sok más kedvezmény járult.
1720-ban a török elleni háborúban teljesen elpusztult Budának már 12 000 új lakosa volt (47% német, 42% szerb, kevés magyar). A németek betelepítése folytatódott Komárom megyébe (Szomor, Süttő), majd 1722-ben kezdődött egy újabb nagy telepítési akció: Tolna megye benépesítése. A telepeseknek legalább 200 forint tőkével kellett rendelkezniük, mivel csak földet és házhelyet kaptak. A 18. század folyamán az ún. „Sváb-Törökország” (Tolna, Baranya és Somogy megyék) 61 községébe telepítettek németeket. Betelepítési évek Tolna megyében: 1713: Gyönk és Tevel, 1718: Varsád, Tab és Készi, 1719: Kismányok és Felsőnána, 1720: Majos és Tófű.
A betelepítés jogi alapjait a pozsonyi országgyűlés által elfogadott 1723. évi 103. törvénycikk az ország benépesítéséről és az 1723. évi 117. törvénycikk különfélenemü kézműveseknek az országba behozataláról szabályozta. A parasztok mellett főleg kézműveseket akartak letelepíteni, de a letelepítésnél továbbra is a földesurak magántelepítései domináltak. A betelepülő parasztok 6 évi, a kézművesek 15 évi adómentességet kaptak. Részlet a 103. törvénycikkből:
„Ő legszents. felsége jóságosan meg fogja engedni, hogy bármely szabad embert, hat éven keresztül, minden közadó fizetéstől való mentesség feltétele mellett, az országba hivhassanak, és hogy e szabadságot országszerte kihirdethessék. 1.§ Hogy pedig ez iránt a nyiltparancsokat a római szent birodalomban s Ő legsz. felsége szomszéd országaiban és tartományaiban is kihirdethessék: ezt az emlitett szent birodalom s a szomszéd országok és tartományok rendeivel kell elhatározni. 2.§ Az uj szerzeményi javakat is, a 19. törvénycikkely szerint, a családoknak, melyekhez való tartozásuk bebizonyul, az ott kijelentett módon vissza kell adni. 3.§ Ő legsz. felsége a kincstári javak adományozásánál a jól érdemesült személyekre méltó figyelmet fog forditani.”
1733–1750 között az Esterházyak, mint a Habsburgok hű alattvalói, a tatai járás 11 falvát telepítették be németekkel a bambergi, würzburgi, mainzi, speyeri, trieri és freiburgi egyházmegyékből.
Emellett Erdélybe III. Károly uralkodása alatt kb. 350 000 román települt be Moldvából és Havasalföldről, végzetesen felborítva a törékeny etnikai egyensúlyt.

### Betelepítések Mária Terézia és II. József alatt
A magyar nemzet szempontjából Mária Terézia uralkodása valamivel kedvezőbb volt, mint III. Károly, de az ő uralkodása alatt is folytatódott a magyarság háttérbe szorítása. Kisebb betelepítések után (pl. 1755-ben a leányvári németek betelepítése) 1763–1773 között került sor a második nagy újkori német betelepítési hullámra, amelynek költségét a Kincstári Kamara állta. Évi 200 000 Ft-ról van szó, amely több, mint 40 000 német telepes elhelyezését jelentette Dél-Magyarországon (főleg Bácskában, Bánságban, és a Dél-Dunántúlon). Volt közöttük szén- és kőbányász, valamint vas- és rézműves a Szepességből és Stájerországból is. 1767-ben a Tolna megyei németek száma kb. 70 000 (13 200 család). 1768–1771 között van a betelepítés csúcspontja: 17 000 telepes jön Lotaringiából, Trier környékéről, Elzászból, a Fekete-erdő környékéről, Badenból, Svábföldről, Tirolból és Svájcból Magyarországra. 1773-ban Mária Terézia leállíttatja a telepítési akció állami finanszírozását, és 2-3 év után földbirtokosi telepítést is beszüntetik. 1778-ban a Bánság, Mária Terézia utasítására, újból magyar fennhatóság alá kerül. Ettől kezdve ebben a tartományban magyarok is letelepülhettek.
A betelepítések eredményét jól szemlélteti, hogy az 1780-as években Pest, Buda és Óbuda kb. 55 000 lakosának 60-75%-a német volt.
Anyja magyarbarátabb intézkedései után II. József folytatta az összbirodalmi politikát, Magyarország civil megszállását, ami leginkább az újabb betelepítéseken érhető tetten. Trónra lépése után két évvel, 1782. szeptember 21-én kiadja az úgynevezett Impopulációs patentet (benépesítési rendelet), amely a Magyarországra való betelepítési akciók állami pénzelésének újrakezdését jelentette (miután Mária Terézia megszüntette azt). Kb. évi 4 000 000 forintról volt szó (Mária Terézia idején ennek fele volt.) A telepesek nagy állami támogatást kaptak: ház, 2 ökör, 2 ló, 1 tehén, 1 kocsi, eke, borona stb. 1782–1787 között az úgynevezett harmadik telepítési hullám („Großer Schwabenzug”) keretében több mint 7600 német család érkezett Magyarországra, közülük 6000 a Bánságba (Temes vármegye). A telepesek négy csoportban érkeztek, főleg a Felső-Duna környékéről és a Fulda-i Apátságból. 1790-ig a Bánságban és a szomszédos Dél-Magyarországi területeken kb. 70 000 német települt meg, de az ország valamennyi vidékére érkeztek telepesek. A sok ekkoriban németté vált helység közül példaként említhető Kirva, Németkér, Ceglédbercel, Bácsalmás vagy Kolozs.
A németeken kívül a 18. században folyamatos volt a szerbek és románok betelepülése is. Erdélybe körülbelül 250 000 román telepes érkezett a Kárpátokon túli Moldvából és Havasalföldről, akiknek a letelepedése elé sem az osztrák hatóságok, sem a magyar földbirtokosok semmilyen akadályt nem gördítettek. 1787-re Magyarország lakossága (Erdéllyel és Horvátországgal együtt) 9,2 millióra nőtt, de ebből már csak 3,4-3,7 millió volt a magyar nemzetiségű (37-40%).

## Az erdélyi magyarság a 18. században
Az 1712–1713-ban a Verwaltungsgericht – az osztrák közigazgatási hatóság – által végzett becslés szerint Erdély lakóinak nemzetiségi megoszlása: 47% magyar, 34% román, 19% szász (német). A Rákóczi-szabadságharc bukása után Erdélyben is állandósult a Habsburg uralom. Erdélyt nem egyesítették Magyarországgal, hanem külön tartományként kormányozták, az erdélyi magyar nemesség azonban jelentős autonómiát élvezett. 1764. január 7-én Buccow osztrák tábornok az erőszakos sorozás ellen tiltakozó székelyek közé lövetett. Száznál is többen meghaltak, és az üldöztetés elől több ezren Moldvába, a csángók közé vándoroltak (madéfalvi veszedelem). A 18. században Erdélyből sok magyar paraszt vándorolt ki az Alföldre, a helyükbe románok érkeztek (főleg 1740–1760 között) a Kárpátokon túlról.